# Lolo Jones
Lori Susan "Lolo" Jones (Des Moines, Iowa,  1982. augusztus 5. –) amerikai gátfutónő és bobversenyző. Egyike azon kevés sportolóknak akik nyári és téli olimpián is indultak (2008, 2012, 2014).
Kétszeres fedett pályás világbajnok 60 méter gáton. Háromszoros NCAA-győztes. Ő tartotta 2018-ig a 60 méter gát amerikai csúcsát (7,72), amelyet 2010-ben ért el. 2008-ban ő volt a legnagyobb esélyese a 100 méter gátnak az olimpián, ám a döntőben megbotlott és a 7. helyen végzett. A The New York Times 2012-ben bírálta, miszerint a figyelmét nem eredményei, hanem egzotikus szépsége miatt kapja. A 2014-es téli olimpiai szereplését szintén szenzációhajhászásnak állították be.